# شه‌بندر
شَه‌بَندر یا شاه‌بندر اصطلاحی فارسی است به معنی رئیس گمرک‌خانه بندری که از زمان صفویان رایج شد و به‌طور گسترده در تمامی بندرهای فارسی‌زبان و عرب‌زبان اقیانوس هند و دیگر بنادر مسیر رفت‌وآمد آن‌ها، ازجمله در مالزی و اندونزی کاربرد داشت.
شه‌بندر دریافت‌کنندهٔ مالیات و خراج و گمرک در بندر و مسئول ترخیص کالا در باراندازها و غیره بود. به محل کار شه‌بندر «شهبندرخانه» گفته می‌شد.
منصب شاه‌بندری نخست در ایران ایجاد شد و سپس از آنجا به تمامی حوزه اقیانوس هند گسترش یافت. پس از این دوره، این اصطلاح رفته‌رفته از رواج افتاد و به جای آن به مأمور گمرک بندرها «حمال‌باشی» و در بندرهای کوچک «ضابط» گفته شد.
با از رواج افتادن اصطلاح شهبندر برای مسئول گمرک بندری، در دوره بعد این واژه برای اشاره به کنسول دولت عثمانی در خلیج فارس به‌کار رفت. از آن‌جمله نمایندگی سیاسی دولت عثمانی در بوشهر، «شهبندری عثمانی» نامیده می‌شد که مامور رتق و فتق امور سیاسی و اقتصادی دولت عثمانی و شهروندان آن کشور در منطقه خلیج‌فارس و بوشهر بود. امروزه شهبندرخانه سفیر عثمانی هنوز در محله شنبدی بوشهر پابرجاست.

## در ایران
در ایران، گمرک زمان صفویان هرچند وضع خیلی مرتبی نداشته ولی بهر حال یکی از موارد مهم درآمد شاه به‌شمار می‌آمده‌است. در زمان شاه عباس صفوی تحت نظر اماقلی‌خان والی فارس، روستای بندی گمبرون به بندرعباس تغییر نام یافت و برای اداره آن برای نخستین بار مناصب «سلطان بندر» و شهبندر ایجاد شد.
در گمرک خلیج فارس حدود ده درصد قیمت جنس حقوق گمرکی دریافت می‌شد. ولی این نرخ گاهی به ۱۶ درصد می‌رسید و ۴ درصد هم به شهبندر می‌دادند که زودتر کالا را مرخص کند.
بندر مهم ایران در خلیج فارس بندرعباس بوده‌است و اولین شه‌بندر بندرعباس در سال ۲۳۰۱ ق. نقدعلی‌بیک، و آخرین شه‌بندرهای آن هم میرزا محمد میرزا زین‌العابدین و میرزا اسماعیل زمین‌داوری در سال ۲۳۷۱/۲۴۱۱-۳۳۷۱ م. بودند.